# Зотегем
Зотегем (на нидерландски: Zottegem) е град в Северна Белгия, окръг Алст на провинция Източна Фландрия. Към 1 януари 2006 г. Зотегем има население от 24 548 души. Общата му площ е 56,66 km ², което дава гъстота на населението от 433 жители на km². Към 2011 г. населението на Зотегем е 25 073 души.